# 金黃光胸鰏
金黃光胸鰏（学名：Photopectoralis aureus），又名金黃鰏、金錢仔，为鰏科光胸鰏屬下的一个种。

## 扩展阅读
- 維基物種上的相關：金黃鰏